# Марковська сільська рада (Кетовський район)
Ма́рковська сільська рада (рос. Марковский сельский совет) — сільське поселення у складі Кетовського району Курганської області Росії.
Адміністративний центр — село Марково.
Населення сільського поселення становить 573 особи (2017; 622 у 2010, 749 у 2002).

## Склад
До складу сільського поселення входять:
| Населений пункт | Населення, осіб (2002) | Населення, осіб (2010) |
| --------------- | ---------------------- | ---------------------- |
| Лісний, селище  | 87                     | 51                     |
| Марково, село   | 662                    | 571                    |